# Die Rollbahn

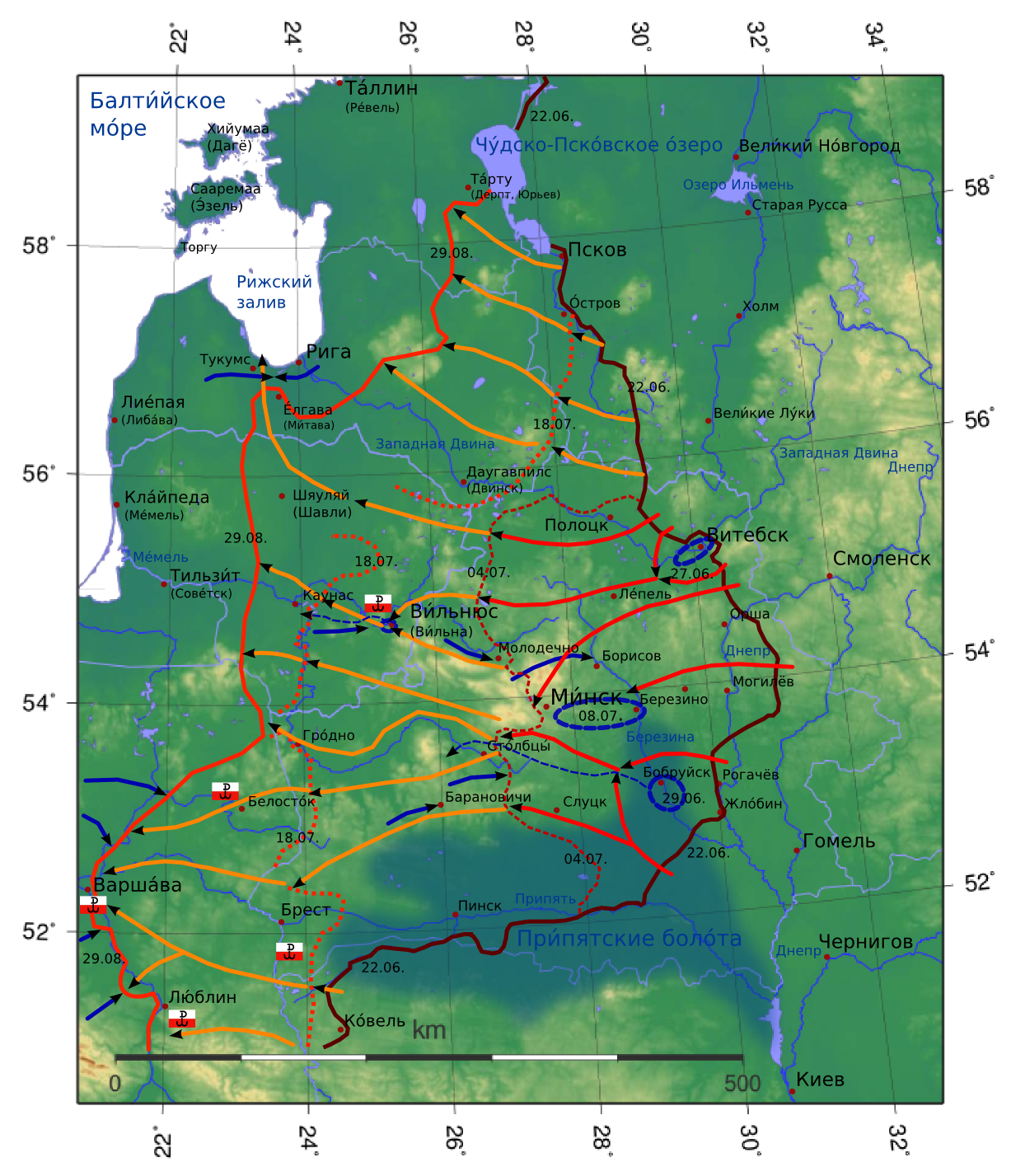
Karte der Operation Bagration

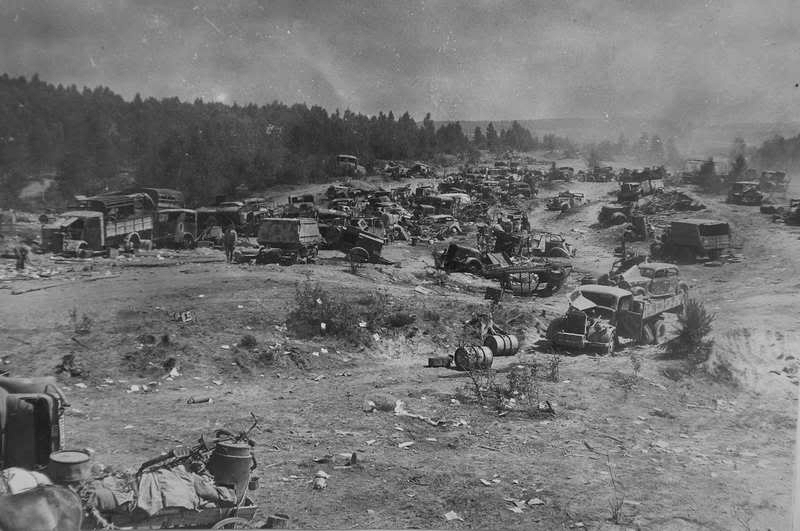
Zerstörte deutsche Fahrzeuge während der Operation Bagration

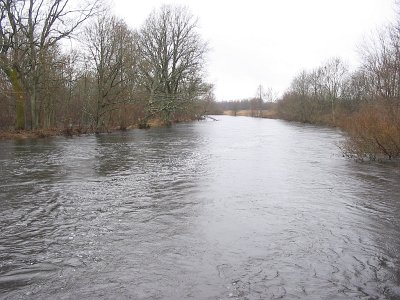
Die Beresina bei Hochwasser

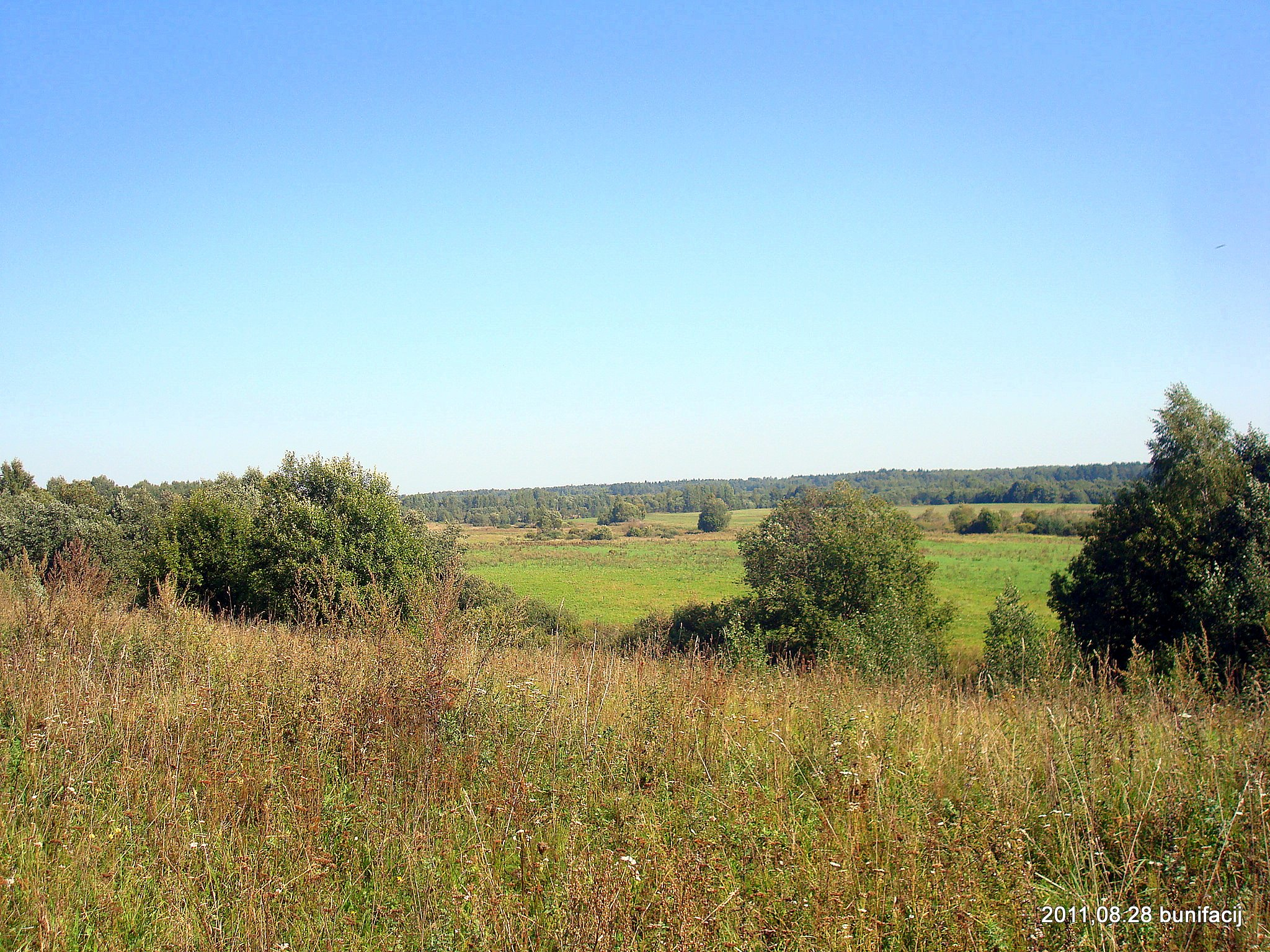
Landschaft in Weißrussland

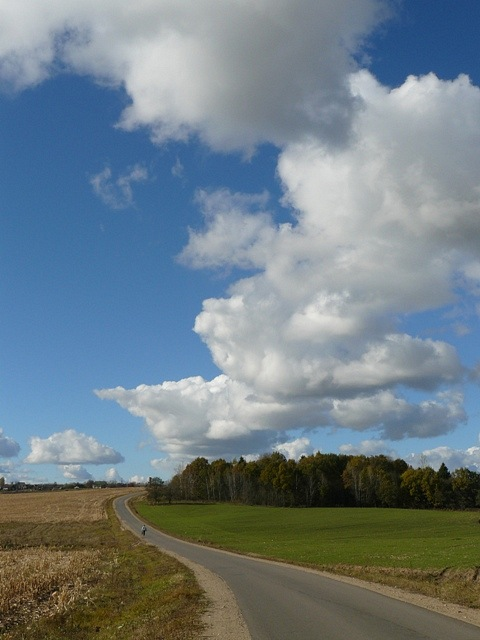
Sommerlandschaft in Weißrussland

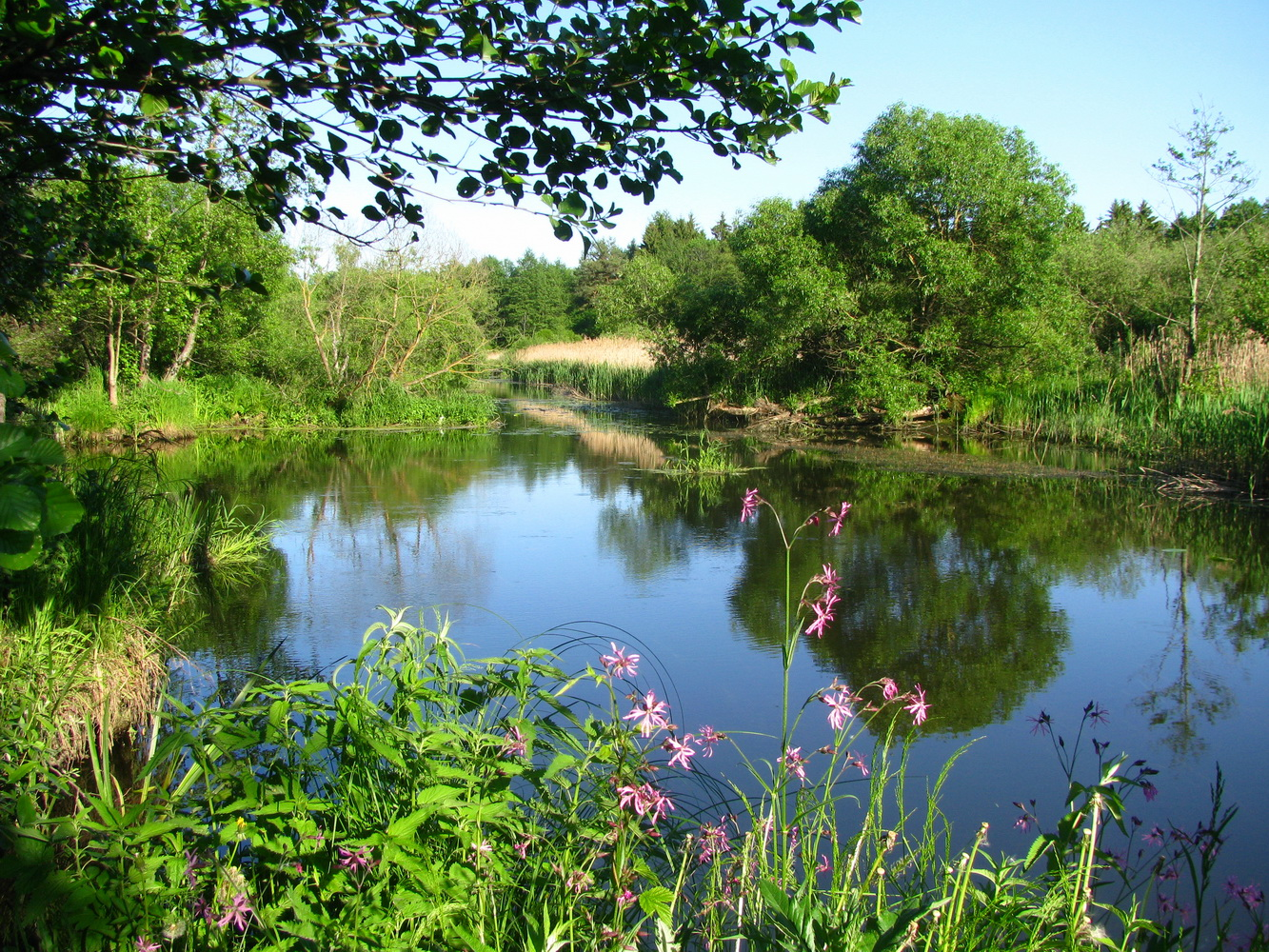
Flusslandschaft in Weißrussland

Die Rollbahn ist ein Kriegs- und Liebesroman von Heinz G. Konsalik aus dem Jahr 1959, der in den Jahren 1944 und 1945 an der Ostfront spielt.

## Inhalt

### Klappentext
„Die Rollbahn ist die Straße, auf der Millionen von Männern im Gleichschritt in den Tod zogen. In den Erfahrungen und Erlebnissen des ostpreußischen Schützen Theo Strakuweit spiegelt sich das Schicksal einer ganzen Generation wider, der Generation, die durch die Hölle des Krieges gehen musste. Ein großer Roman zu einer bestürzenden Thematik: Die deutsche Ostfront im Zweiten Weltkrieg.“

## Handlung
Die Handlung beginnt im Frühsommer des Jahres 1944 in Weißrussland. Der Kompanietrupp der 5. Kompanie befindet sich in der Etappe im Dorf Dubrassna am Dnjepr, südlich der Rollbahn in der Nähe von Orscha. Während der Rest der Kompanie an der Hauptkampflinie steht, genießen Kompanieführung und Tross alle Annehmlichkeiten des rückwärtigen Gebietes. Vorne stehen die Schützenzüge in ihren Gräben der Roten Armee gegenüber. Die großen Autobahnschlachten des Jahres 1943 sind vorbei. Bis auf gelegentlichen Beschuss durch Scharfschützen und Artillerie ist es auffällig ruhig.
Die Kompanie bekommt Personalersatz. Neben jungen und vollkommen frontunerfahrenen Soldaten kehren auch die beiden Heimaturlauber Leskau und Strakuweit zu ihrer Stammeinheit zurück. Leskau hatte sich zuvor in Königsberg von seiner Verlobten Inge Hellwag verabschiedet und Strakuweit hat erfahren, dass er Vater wird.
Dem Bataillonsstab kommt es sonderbar vor, dass die Rote Armee die guten Wetterbedingungen nicht für eine Offensive nutzt, so wie sie es in Vergangenheit gewohnt waren. Auch Aufklärungsergebnisse geben keinerlei Anhaltspunkte, dass der Feind einen Angriff planen könnte. Beiderseits der Rollbahn nach Smolensk herrscht eine trügerische Passivität. Leutnant Vogel möchte ein Stoßtruppunternehmen, um russische Gefangene nehmen und diese dann verhören zu können.
Leskau und Strakuweit erreichen den Bahnhof von Orscha. Sie haben bereits bei Borissow erfahren, dass der Krieg wieder ganz nah ist. Noch bevor sie über die Frontleitstelle bei ihrer Truppe eintreffen, bedienen sie sich ungeniert an den Versorgungsdepots.
Weiter weg, im Feldlazarett Sczynno, am Fluss Wkra, in der Nähe der polnischen Stadt Nasielsk und der Festung Modlin, verliebt sich der San-Unteroffizier Walter Heinrich in die Lehrerin Elsbeth Holzer, die in Polen volksdeutsche Kinder unterrichtet. Es gibt sehr viel zu tun, da jetzt Lazarettzüge aus den Schlachtfeldern Weißrusslands, aus Borissow und Baranowitschi, eintreffen und jede Menge Schwerverletzte bringen, die dringend versorgt werden müssen.
In Dubrassna wird der Tod des Kölner Gefreiten Schmitz, der bei einem Artillerieüberfall auf tragische Weise ums Leben kam, auf Veranlassung Vogels mit militärischen Ehren begangen. Dabei müssen sie in einem unpassenden Moment widerwillig Lieder wie „Guter Kamerad“, „Es ist so schön Soldat zu sein“, „Schwarzbraun ist die Haselnuss“ und andere Soldatenlieder singen. Während sich Hauptfeldwebel Kunze an der Brust seiner Geliebten Tamara tröstet, treffen endlich Leskau und Strakuweit bei ihrer Einheit ein.
Im ostpreußischen Königsberg wird Inge Hellwag in das Erfassungsamt für Kriegsarbeitseinsatz befohlen. SD-Personalchef Hubert Burger, der sich von ihr sexuell stark angezogen fühlt, befragt sie. Er genießt sein Machtgefühl über andere Menschen. Insbesondere über Frauen. Ihr Vater, ein Reichsbahnrat, wurde 1933 des Defätismus angeklagt und wäre beinahe im KZ Buchenwald gelandet. Hubert droht Inge mit Zwangsarbeit in einer unterirdischen Munitionsfabrik. Die Unterredung endet damit, dass Inge nach Berlin versetzt wird, wo gerade der Bombenkrieg tobt. Sie ist außer sich, denn in Königsberg lebt ihr alter Vater, den sie pflegt. Sie will es ihrem Fritz schreiben, dass man sie hier unbedingt klein kriegen und in die Betten zwingen will, doch dann entscheidet sie sich dagegen, da ein solcher Brief ihr sicheres Todesurteil wäre.
Die 5. Kompanie liegt in ihren Stellungen. Es ist ein verwinkeltes Grabensystem aus Laufgräben, Horchposten und MG-Stellungen. Kompaniechef Oberleutnant Faber telefoniert aus dem Kompaniegefechtsstand mit dem Bataillon. Mit Leutnant Vogel, der für die Nacht den angekündigten Stoßtrupp befiehlt. Es wird befürchtet, dass der Russe demnächst mit einer großen Sommeroffensive beginnen wird. Dafür sollen sich acht Freiwillige melden. Strakuweit und Leskau führen das Stoßtruppunternehmen an. Mit ihnen noch sechs weitere Kameraden. Zur Feuerunterstützung geht der Gefreite Lönne mit dem MG mit. Außerdem Kampfmittel in Form von geballten Ladungen. Da es ein Himmelfahrtskommando wird, sollten Familienväter wie Strakuweit zuerst ausgenommen werden. Die angespannte Personallage an der Front lässt diese Sentimentalitäten jedoch nicht zu.
Weiter hinten in Dubrassna macht ein durchlöcherter Kochkessel dem Tross und vor allem Hauptfeld Kunze, der sich außer um seinen Geschlechtstrieb und ständigen Hunger nach Erbsensuppe um kaum etwas kümmert, Sorgen. Außerdem soll der Bataillonskommandeur, der heute erscheinen wird, wenn der Stoßtrupp mit den russischen Gefangenen eintrifft, anständig bewirtet werden. Es soll Rindergulasch mit Nudeln anstatt Erbsensuppe geben.
Um 23:30 Uhr erscheint Major Schneider mit den Essensträgern an der HKL. Sie gehen anhand einer aus Luftaufnahmen zusammengesetzten Karte den Operationsplan durch. Einsatzgebiet ist ein 7 km langes und 4 km breites Waldstück (Wald von Bajewo), in dem der Russe vermutlich mit Panzern und Artillerie untergezogen ist. Luftangriffe hatten keinen Erfolg gezeigt. Jetzt müssen von der gegenüberliegenden sowjetischen Kompanie Gefangene genommen werden, die über fundierte Feindlagekenntnisse besitzen.
Uhrenvergleich, Verpflegen und der Stoßtrupp bricht ins Niemandsland auf. Dabei müssen sie durch Drahtverhau und Minengassen. Sie müssen sich teilweise kriechend und gleitend fortbewegen.
Vom Erdbunker III aus beobachten Major Schneider und Oberleutnant Faber mit einem Nachtglas die Bewegungen des Stoßtrupps in einer Bodenwelle. Mittlerweile haben sie das sowjetische Minenfeld und deren Drahtverhaue erreicht. Da entdecken sie eine Gruppe von Funkern der Roten Armee, die in der Bodenwelle ihren Horchposten einrichten wollen. Der Handstreich des Stoßtrupps geht schief, da der Schütze Brehm niesen muss. Sofort bricht ein nächtliches Feuergefecht mit Leuchtspurmunition aus. Brehm erhält einen Lungensteckschuss. Im weiteren Verlauf wird auch Mörser- und leichtes Artilleriefeuer mit einbezogen.
Das Stoßtruppunternehmen zieht einen sowjetischen Gegenangriff der Infanterie nach sich. In letzter Minute gelangen Strakuweits Männer wieder ins eigene Stellungssystem zurück. Sie schleppen den schwerverletzten Schützen Brehm und einen Russen, dem der Schädel nach einem Hieb mit dem Klappspaten aufklafft, mit. Mithilfe von Artilleriesperrfeuer und Major Schneider höchstpersönlich hinter dem MG kann der sowjetische Angriff noch abgewehrt werden. Der Gefreite Karl Lönne wird jedoch von Granatsplittern zerfetzt.
Major Schneider ist außer sich. Der Auftrag, einen vernehmungsfähigen Gefangenen beizubringen, wurde nicht erfüllt. Anstatt dessen nur ein schwer verwundeter Russe, der zuerst noch versorgt werden muss und nur noch kurze Zeit zu leben hat. Für Brehm, der dabei ist zu verbluten, ist kein Platz auf dem Sanitätsfahrzeug. Der Russe hat höhere Priorität. Im Bataillonsgefechtsstand angekommen, kümmert sich der Bataillonsarzt Dr. Wensky um die Kopfverletzung des gefangenen Russen. Major Schneider ist ungeduldig. Er will unbedingt die Nummer der russischen Truppen im Wald von Bajewo wissen. Außerdem hätte er sich bis hoch zur Division blamiert, sollte der Russe vorzeitig versterben. Mit seiner „aktiven Truppe“ wäre ihm ein solcher Patzer nicht passiert. Über den Krieg hat er sogar den 13. Hochzeitstag mit seiner Frau vergessen.
Der Russe stirbt qualvoll, ohne dass man ihn noch einmal verhören kann. Auch Brehm überlebt die Nacht nicht. Er stirbt unter fürchterlichen Umständen, da man ihm die ärztliche Versorgung verweigert hatte.
23. Juni 1944. Das OKW berichtet von der Großoffensive der Roten Armee. Bei Witebsk haben sich schwere Kämpfe entwickelt.
Auch im Gefechtsabschnitt des 2. Bataillons beginnen Luftangriffe und ein Artillerieüberfall, welche die Stille abrupt beenden. Der Feuerschlag vernichtet das Grabensystem der 5. Kompanie. Die Überlebenden werden von den Jagdfliegern mit Bordwaffen bekämpft. Die Feuerstellungen der gegnerischen Artillerie sind überwiegend im Wald von Bajewo. Die Feuerwalze der Roten Armee dauert vier Stunden und trifft das Gebiet von Witebsk bis Bobruisk schwer. Das Vernichtungsfeuer liegt auf der gesamten Front der Heeresgruppe Mitte.
Auch der Bataillonsgefechtsstand von Major Schneider wird völlig überrascht. Die Verbindungen zur HKL sind unterbrochen. Funksprüche der übergeordneten Führung bestätigen, dass die Offensive für das gesamte Areal der Heeresgruppe gilt. Es setzt ein beispielloses Inferno ein.
Im Befehlsstand von Molodetschno beraten sich ein namenloser General und Oberst von Bennewitz über die fatale Lage ihres Großverbandes. 38 Infanteriedivisionen, davon 34 an der Front. Drei Reservedivisionen und eine Panzerdivision, die keinen Kraftstoff hat, um an einen Schwerpunkt verlegt werden zu können. Die beiden Stabsoffiziere sind verzweifelt. Denn anstatt die Front hinter dem Dnjepr zurückzunehmen und zu verkürzen, befiehlt Hitler das starre Halten. Das ist das sichere Todesurteil für die gesamte Heeresgruppe Mitte.
Leskau und Strakuweit liegen noch immer im Graben an der HKL und warten auf den Angriff der T-34-Panzer. Dann entscheiden sie sich für eine Flucht nach hinten.
San-Unteroffizier Heinrich sucht Elsbeth in einem Gutshaus auf. Die beiden einsamen Menschen küssen sich zum ersten Mal. Zehn Tage später kommt die große Verwundetenschwemme ins Lazarett Sczynno und der Krankensammelstelle der Fernaufklärer. Es wird wie am Fließband operiert, amputiert und dann je nach Transportfähigkeit in die Heimat umgeleitet. Es gehen beunruhigende Gerüchte aus Weißrussland vom gefürchteten „Durchbruch des Russen“ um: Witebsk soll eingeschlossen sein, die 3. Panzerarmee vom Nachschub abgeschnitten, nördlich von Mogilew eine 40 km breite Frontlücke, Panzerspitzen der Sowjets nähern sich bereits der Beresina und die 4. und 9. Armee würden sich in Auflösung befinden. Der Feind stoße jetzt auf Minsk vor. Der Massenanfall der vielen Verwundeten, traumatisiert, viele Gehirnverletzungen, bietet einen grauenvollen Anblick aus Blut und zerfetzten Leibern. Elsbeth und Heinrich begreifen, dass es nur noch eine Frage der Zeit ist, bis die Rote Armee auch in Nasielsk ist. Heinrich versucht sie zu beruhigen. Es seien noch 600 Kilometer von hier bis zur Front und man wird den Feind schon noch auffangen können. Doch Elsbeth glaubt ihm nicht. Heinrich bittet sie, mit dem Zug nach Dortmund zurückzufahren. Sie verneint das. Als dienstverpflichtete Reichsdeutsche könne sie nur auf ausdrücklichem Befehl ihren Einsatzort verlassen. Alles andere wäre Sabotage und Wehrkraftzersetzung. Heinrich bekommt große Angst um Elsbeth. Er will sie mit seinem Leben davor schützen, nicht von den Russen vergewaltigt zu werden. Er will sie als Krankenschwester verkleiden und mit dem nächsten Lazarettzug aus Polen bringen. Die blutige Arbeit ruft und Heinrich und Elsbeth verabreden sich für den Abend auf dem Gut der Rehmdes.
Weiter weg im Osten beiderseits der weißrussischen Rollbahn bahnt sich derweil ein ungeheures menschliches Desaster an, das jegliche Vorstellungskraft sprengt. Die Überlebenden dieses Infernos kämpfen sich durch Wälder und Sümpfe nach Westen zurück. Schnell wird klar, dass der Russe gen Deutschland marschiert.
Das kleine Dorf Dubrassna, in der Hauptfeldwebel Kunze einige Zeit als eine Art „König“ geherrscht hatte, geht in Artilleriefeuer und Bombenteppichen unter. Der Tross der 5. Kompanie muss fluchtartig aufbrechen und die Toten unbestattet zurücklassen. Unter den Flüchtenden gehören auch Hauptfeld Kunze und Tamara. Dabei lässt er den verwundeten Schreibstubensoldaten Julius Simpelmeier zurück und überlässt diesen seinem Schicksal. Blutend kriecht Simpelmeier hinter ihm her. Er weint, bettelt und winselt, dass man ihn mitnehmen möge. Er habe Familie und Kinder. Kunze lässt ihn eine Pistole da. Er möge sein Leben selbst in die Hand nehmen. Simpelmeier feuert aus Wut auf Kunze, trifft ihn jedoch nicht.
24. Juni 1944. Neue Schreckensmeldungen vom OKW. Der sowjetische Großangriff hat an Wucht zugenommen. Der Feind ist beiderseits der Smolensker Rollbahn in deutsche Stellungen eingebrochen und die Abwehrschlacht geht mit steigender Heftigkeit weiter.
In einem Waldstück südlich der Rollbahn sind Leskau, Strakuweit, Faber und zwölf andere Landser als letzte Überlebende der 5. Kompanie untergezogen. Sie haben nur noch begrenzte Munition und Nahrungsmittel und sind durch die Strapazen ihrer Flucht extrem erschöpft. Sie teilen die Lebensmittel in Rationen pro Mann auf. Sie wünschen dem feigen Verräter HFw Kunze, dass er und seine Hure (Tamara) den Partisanen in die Hände fallen. Es kommt zu Spannungen zwischen Faber und Strakuweit über ihre geringe Kampfkraft und ihre Überlebenschancen. Faber versucht, zumindest noch ein Mindestmaß an militärischer Disziplin aufrechtzuerhalten. Er steht kurz davor, Strakuweit wegen seiner demoralisierenden Äußerungen aus der Gruppe zu werfen. Dann gehen sie auf Strakuweits Vorschlag ein, im Handstreich einen Wagen in Besitz zu nehmen, um sich schneller fortbewegen zu können.
Die Heeresgruppe Mitte hat keine seitlichen Verbindungen mehr und steht kurz davor eingekesselt zu werden. Das deutsche Heer ist auf der Flucht und versucht sich als „Rückkämpfer“ nach Westen durchzuschlagen.
Drei Kilometer nördlich der Gruppe Leskau, Strakuweit und Faber sind es Major Schneider, Leutnant Vogel und Stabsarzt Dr. Wensky, die sich ebenfalls nach Westen durchschlagen. Sie wollen zum Dnjepr, weil sie dort deutsche Auffangstellungen vermuten. Sie nehmen auf ihrer Wanderung andere Soldaten der 3. und 4. Kompanie auf, Panzerfahrer ohne Gefechtsfahrzeug, Artilleristen und andere Versprengte, so dass ihre Gruppe auf 43 Mann anwächst. So kommen sie zu mehreren MGs und sogar Granatwerfern. Sie nehmen eine Marschformation mit Spähtrupp, Vorgruppe mit MG und Major Schneider, eine Hauptgruppe mit Wensky und Vogel, sowie eine Nachhut mit den Granatwerfern und den Panzersoldaten ein. Sie bewegen sich neben der Rollbahn auf Dnjepr und Orscha zu, welches unter einem mörderischen Beschuss liegt.
Die Gruppe Strakuweit marschiert nachts durch das Unterholz. Immer wieder müssen sie Bögen schlagen, wenn Feuer biwakierende Rotarmisten anzeigen. Doch dann steuern sie eines dieser Feuer an, da sie hier auch Fahrzeuge vermuten. Dort entdecken sie einen russischen Geländewagen mit Stahlraupen. Die siebenköpfige tatarische Besatzung sitzt am Lagerfeuer und betrinkt sich mit Wodka. Der Handstreich gelingt. Sie erobern nicht nur das Fahrzeug, sondern auch Kascha (Buchweizengrütze) in einem Eisenkessel. Sie ziehen sich russische Uniformen an und fahren bei Licht über Waldpfade und nicht über die Rollbahn nach Westen. Es ist eine höchstgefährliche Aktion, da links und rechts Partisanentrupps durch die Wälder streifen, die versprengte Deutsche aufspüren, foltern und töten. Sie begegnen Russen im Freudentaumel, die den Sieg über die deutschen Besatzer feiern. Mittlerweile hat die Partisanenaktivität sehr stark zugenommen und hat sich zu einer Volksbefreiungsbewegung entwickelt. Die Bahnstrecke Minsk–Orscha ist an mehr als 30 Stellen gesprengt worden. In ganz Weißrussland herrscht ein heilloses Chaos.
Während sich in Orscha die letzte deutsche Division im Todeskampf befindet, rast Strakuweits Wagen auf die Gruppe Schneider zu. Da erkennen sich die beiden Gruppen wieder. Faber berichtet dem Bataillonskommandeur, dass die 6. Kompanie überrollt worden sein soll und die 7. Kp verschwunden. Schneider verspricht, dass er Kunze, sollten sie ihn ergreifen, standrechtlich erschießen lassen wird. Sie setzen gemeinsam ihren Weg fort. Die Verwundeten und Schwachen dürfen auf dem Fahrzeug aufsitzen, der Rest marschiert weiter. Sie haben alle die Hoffnung, dass sich die Lage westlich des Dnjepr wieder stabilisiert hat.
Hauptfeld Kunze, Tamara und zwei weitere Personen vom Tross sind ebenfalls auf dem Weg zum Dnjepr. Sie meiden Wege und schlagen sich durch das Unterholz. Kunze will die anderen beiden nicht bei sich haben, da sie ihre Verpflegung schmälern. Er spielt mit dem unrealistischen Gedanken, dass er und Tamara sich lokale Landeskleidung anziehen und sich auf einem Bauernhof als „Bauer Kunzew und Bäuerin Tamara Kunzewa“ niederlassen, bis alles vorbei ist. Kunze drangsaliert die beiden Trossleute auch in dieser Situation nach Kommiss-Art. Tamara als Einheimische bietet sich als Pfadfinderin an, was Kunze aber erst nach einigem Widerstand erlaubt.
Auf ihrem nächtlichen Erkundungsgang durch den Wald wird Tamara von Männern überwältigt. Es ist die Kampfgruppe Schneider. Tamara wird dem Kommandeur vorgeführt. Leutnant Vogel will an ihr das Standgericht vollziehen, da sie zu Kunze gehört, der Verpflegung der Wehrmacht gestohlen hat. Major Schneider befiehlt allerdings, dass Tamara sie zu Kunze führt. Das tut sie auch. Kunze will sich an Tamara für diesen Verrat rächen und versucht sie zu töten. Doch die anderen Soldaten können das verhindern, überwältigen und fesseln Kunze.
Dann wird er Major Schneider zur Vernehmung vorgeführt. Diese wird als Kriegsgericht im Scheinwerferkegel des Fahrzeugs abgehalten. Kunze wird Feigheit vor dem Feind, Desertion, Kameradendiebstahl, Verweigerung und unterlassene Hilfeleistung vorgeworfen. Die anderen sind von diesem Schauspiel angewidert. Es ist trotz des berechtigten Hass auf Hauptfeldwebel Kunze die Entpersönlichung eines Menschen. Selbst dem Major kommt das Ganze in ihrer speziellen Fluchtsituation auf einmal absurd vor. Leutnant Vogel drängt ohne Notstand unbedingt auf Erschießung. Doch sie wird nicht vollzogen.
10:00 Uhr. Inge Hellwag meldet sich in Berlin bei der Außenstelle des Königsberger Rüstungswerkes. Berlin ist eine deprimierende, vom Bombenkrieg stark zerstörte Stadt. Sie meldet sich beim SS-Leiter der Außenstelle. Der eröffnet ihr, dass sie besser auf das unmoralische Angebot Burgers hätte eingehen sollen, denn hier sei sie durch Zwangsarbeit zu einem qualvollen Tod verurteilt worden. Der Leiter hat jedoch Mitleid mit ihr und will sie in einer Verteilerstelle einsetzen, die Fertigteile an die Rüstungszweige weiterleitet. Des Weiteren bietet er ihr sogar ein Zimmer zur Untermiete an.
Inge teilt sich das Zimmer mit Grete Bollow. Eine freche und lebensfrohe Abiturientin, die mit dem bekannten Berliner Schieber Gustav „Justav“ Strapinsky, einem ehemaligen Zoowärter, liiert ist. Inge mag sie am Anfang nicht, da sie Grete für eine Prostituierte hält. Auch eine Folge der wirtschaftlichen Not, die im kriegsgeplagten Deutschland herrscht.
Grete zeigt ihr das neue Berlin. Vor allem auch, wie sie sich beim Bombenalarm in den nächsten Luftschutzkeller in Sicherheit bringen muss. Grete Bollow zeigt Inge ihren neuen Ring, den „Justav“ einem Bombenopfer vom toten Finger abgenommen hat. Inge fühlt sich angeekelt. Auf das Argument, dass auf Plünderung Todesstrafe steht, entgegnet Grete, dass ihr „Justav“ auch die Wünsche der NS-Prominenz nach Schmuckstücken von Toten bedient. Nach und nach gewöhnt sich Inge an ihr neues Leben. Von einem Bombenangriff zum nächsten. Während Grete im Nachbarbett jeden Samstag stundenlang Sex mit ihrem „Justav“ hat, verzehrt sich Inge vor Sehnsucht nach ihrem Fritz.
Das Feldlazarett Sczynno muss bei äußerst angespannter medizinischer Versorgungslage nach der Räumung der Lazarette von Minsk mit einer neuen Flut von Verwundeten („eine Welle von Blut und Eiter“) fertig werden. Elsbeth Holzer ist jetzt nachmittags Hilfskrankenschwester und Sanitätsunteroffizier Heinrich muss mit operieren, amputieren und Morphium gegen die Schmerzen injizieren. Sie erleben erschütternde Szenen vom Sterben junger Menschen.
Nach neuesten Frontmeldungen sind Orscha und Witebsk erobert. Die Partisanen halten die Rollbahn offen und die Rote Armee rückt auf Minsk vor. Dnjepr und Beresina sind bereits überschritten. Jeden Moment kann Borissow fallen.
Aus dem aufgegebenen Lazarett Baranowitschi kommen Hirnverletzte. Heinrich bittet seinen Vorgesetzten Dr. Seidel Elsbeth wegzubringen. Sie darf sich auf gar keinen Fall von den Russen „überrollen lassen“, da sie das nicht überleben würde. Das Schicksal eines einzelnen Mädchens würde in diesen Zeiten nicht mehr zählen. Er erzählt ihr von seinem Plan, sie als DRK-Schwester mit einem Lazarettzug aus Polen herauszuschmuggeln, was er schon lange vorhatte. Stabsarzt Dr. Seidel glaubt jedoch nach wie vor an den Endsieg und will sich nicht darauf einlassen.
Die Sanitätsstaffel bringt einen Versetzungsbefehl. Unteroffizier Heinrich ist mit sofortiger Wirkung als Bataillonsarzt an die Front abkommandiert.
Am 25. Juni und zwei Tage später am 27. Juni 1944 kommen neue Meldungen vom OKW. Das gesamte Ausmaß der militärischen Katastrophe an der Ostfront wird jedoch nicht bekannt gegeben. Die Rote Armee hat bei Orscha den Dnjepr erreicht und die letzte deutsche Verteidigung bricht wie ein Kartenhaus in sich zusammen. Der Generalstab in Molodetschno wird zurückverlegt. Die schwere Niederlage hat dem General das Rückgrat gebrochen. Damit ist das deutsche Heer im Osten endgültig besiegt. Die zwei Divisionen Reserve, die das Führerhauptquartier bewilligt, muten wie ein schlechter Scherz an. Im Gram sagt der General „Hitler, gib mir meine Divisionen wieder!“ Er verfügt, dass die beiden Divisionen bei Minsk eine Riegelstellung bilden sollen, doch laut Führerbefehl sollen sie bei Witebsk eingesetzt werden.
Die Kampfgruppe Schneider zieht mit dem gefangenen Kunze weiter. Vogel will Tamara erschießen, doch Major Schneider möchte sie am Dnjepr als Pfadfinder einsetzen, um eine Lücke zwischen den sowjetischen Linien zu finden. Sie marschieren weiterhin nachts, tief gestaffelt und mit Sicherung. Ein weit vorgeschobener Postenring, ein engerer Wachring, Pendelposten und in der Mitte eine Igelstellung mit dem gepanzerten Truppentransporter. Früh am Morgen meldet der Spähtrupp, dass Partisanen den vor ihnen liegenden Wald gesperrt haben. Sie sind jetzt etwa 23 Kilometer nah am Dnjepr, von dem lauter Gefechtslärm dringt. Durchbrechen kommt nicht in Frage. 43 Mann gegen tausende von Rotarmisten. Sie überlegen einen Bogen zu schlagen und den Partisanenriegel zu umgehen. Es gibt mehrere Optionen. Möglicherweise bei Staroselje an den Dnjepr, dann weiter in Richtung Schklow und dann wieder nach Norden in Richtung Borissow. Bei Schklow, südlich von Orscha, müsste es Übergangsmöglichkeiten über den Dnjepr geben. Auch über die Verwendung von Tamara gibt es Diskussionen. Sie könnte sie als Belarussin an den Feind verraten. Andererseits sei sie Kunze und Strakuweit verfallen und würde daher immer wieder zu ihnen zurückkehren.
Leutnant Vogel lässt Kunze und Strakuweit an einen Baum fesseln, um Druck auf die Frau auszuüben. Dann wird Tamara zum Spähen in den Wald geschickt.
Die Partisanen werden von Leutnant Igor Pjetonnek Graschin von der 2. Weißrussischen Front und Unteroffizier Fedja Poltansky unterstützt. Sie haben aus den Bauern und Partisanen erst eine schlagkräftige und disziplinierte Truppe gemacht. Sie haben sich außerdem auf das Töten von deutschen Versprengten spezialisiert. Dem Leutnant wird ein Mädchen zugeführt, das sie im Wald aufgegriffen haben. Es ist Tamara Turjetza. Er erkennt bei ihr Wehrmachtssocken. Außerdem finden sie deutsche Schoka-Kola. Damit ist sie eine Kollaborateurin. Sie beschimpfen sie als Hure, schlagen und misshandeln sie. Sie quälen sie eine Stunde lang, bis sie unter unerträglichen Schmerzen den Standort der Kampfgruppe Schneider verrät. Mit einem glühenden Draht brennen sie ihr als Zeichen der Schande ein großes Hakenkreuz auf die Stirn.
Der Spähtrupp der Deutschen wird aufgerieben. Dann muss sich die Kampfgruppe Schneider gegen einen weit überlegenen Feind einigeln. Er greift so gezielt an, dass er absolute Lagekenntnisse haben muss. Sie stellen sich auf ihr letztes Gefecht ein. Das Überraschungsmoment der Russen schlägt fehl. Es kommt zu einem Feuergefecht und dann zum Nahkampf. Strakuweit und elf andere können mit dem Panzerwagen fliehen. Dann vermissen sie Leskau. Sie haben ihn im Tumult zurückgelassen.
Tamara irrt durch den Wald. Sie konnte ihren Peinigern entfliehen. Während der Folter war sie nackt, zog sich dann aber die Kleider eines toten Partisanen an. Auf ihrer Flucht erlebt sie grausame Szenen, wie Russen tote Deutsche fleddern oder totprügeln, während sie dabei fröhlich Revolutionslieder singen. Tamara sieht nur noch nackte Leichen. Verzweifelt sucht sie Kunze oder Strakuweit. Sie ist verzweifelt, da sie alles verloren hat. Zu ihren eigenen Landsleuten kann sie jetzt als gebranntmarkte „Vaterlandsverräterin“ nicht mehr, da jeder von ihnen sie mitleidslos erschlagen würde. Dann findet sie den verletzten Leskau. Der berichtet ihr schwach, dass die anderen ihn hier allein zurückgelassen hätten. Tamara nimmt sich seiner an, stützt ihn und geht mit ihn in Richtung Dnjepr. Leskau verspricht ihr, sie mit nach Deutschland zu nehmen, wo ein deutscher Arzt ihr die entstellende Narbe auf der Stirn wegoperieren würde.
Auch die Gruppe Schneider liegt sieben Kilometer vor dem Ufer des Dnjepr. Strakuweit weigert sich ohne Leskau über den Fluss zu gehen. Er und Faber wollen ihn suchen. Sie treffen sich auf einer Schneise. Tamara ist Strakuweit unendlich dankbar. Sie gehen dem brennenden Orscha entgegen. Dann treffen sie auf das Lager der Gruppe Schneider. In fanatischer Rage erschießt Vogel Tamara. Faber verpasst ihn dafür einen Fausthieb. Major Schneider ist jedoch nicht dafür bereit, an Vogel ein Exempel zu statuieren. Die Gruppe hat sich auf das Durchkommen zu erreichen. Nachts erreichen sie endlich den Dnjepr. Die Gruppe zieht sich aus, nimmt Waffen und Uniformen auf den Kopf und schwimmt durch den Fluss.
Heinrich wartet derweil bei der Sanitätsstaffel in Minsk auf seinen Fronteinsatz und hört im Radio Wehrmachtsberichte. Zuvor hatte er einen ergreifenden Abschied von Elsbeth gehabt. Die Situation hat sich zugespitzt. Vor Minsk wurde eine Riegelstellung gelegt und ein Panzergraben geschaffen. Das OKW gibt in seinen Berichten vom 28. und 29. Juni nicht die Lage bekannt, sondern spricht lediglich von erbitterten Abwehrschlachten.
Die Kampfgruppe Schneider schafft bei Borissow den Übergang über die Beresina und wird vom Stab der 26. Infanterie-Division aufgenommen und von Divisionskommandeur Oberst Fromberger begrüßt. Major Schneider soll das 3. Bataillon seitlich der Rollbahn bei Studenka in den Beresinasümpfen übernehmen und Faber die 9. Kompanie. Hauptfeldwebel Kunze, Unteroffizier Leskau und Obergefreiter Strakuweit sollen ebenfalls zur 9. Kompanie. Die 9. Kompanie ist stark angeschlagen und durch Krankheiten, Mückenplage, Malaria und Unterernährung in einem miserablen Zustand. Leutnant Vogel beginnt mit seinem überheblichen Verhalten den Bataillonsgefechtsstand einzurichten. Als erste Handlung lässt er Latrinen bauen. Noch vor der feierlichen Einweihung wird sie vom Melder Strakuweit beschmutzt.
Major Schneider hat das versprochene Standgerichtsverfahren gegen Kunze vorerst zurückgestellt. Er schickt Kunze an die derzeit am stärksten umkämpfte Stelle der Front, damit der Hauptfeldwebel dort die Möglichkeit bekommt, anständig wie ein echter deutscher Mann zu sterben.
Strakuweit sitzt in den Beresinasümpfen und bewundert die Natur. Beim Anblick eines bunten Vogels fühlt er sich sentimental an sein Elternhaus erinnert. Als er den Vogel fangen will, spürt er hinterrücks einen Messerstich. Es ist ein Russe, der ihn attackiert. Strakuweit ringt mit ihm um sein Leben. Leskau ruft nach ihm. Der Russe verschwindet und Strakuweit droht im Sumpf unterzugehen. Fritz entdeckt ihn und will ihn herausziehen. Doch er schafft es nicht. Dann schießt er mit der Maschinenpistole in die Luft, um die anderen zu holen.
23:12 Uhr. Kunze sitzt gerade vor dem Tagesrapport, als er den Schuss hört. Sie können das nicht einordnen und denken, dass sie von Partisanen angegriffen werden. Kunze will mit einem weiteren Soldaten Fahnenflucht begehen. Mit vereinten Kräften können die anderen Strakuweit endlich aus dem Moor ziehen. Sie bergen den verletzten Ostpreußen und begeben sich zum Tross zurück. Da begegnen sie Kunze. Der reagiert zunächst vorschriftsmäßig und meldet per Feldtelefon ans Bataillon, dass sie im Sumpf Feindberührung hatten. Außerdem einen Schwerverwundeten und benötigen ein San-Fahrzeug.
Borissow fällt und die Beresinasümpfe werden hektisch geräumt. Die sich zurückziehende deutsche Armee hinterlässt verbrannte Erde. Marschall Rokossowski stößt mit seiner 1. Weißrussischen Front in die dünne Naht zwischen den Resten der 4. und 9. Armee, schwenkt im Rücken der 4. Armee auf Minsk und treibt die 9. Armee südlich von Bobruisk vor sich her nach Sluzk, Stolpce und Baranowitschi. Das Erreichen der Beresina ist ein großer Sieg für die Rote Armee. Sie werden von der ausgehungerten Landbevölkerung begeistert empfangen.

„An der Rollbahn standen die Partisanen, ausgehungert, verdreckt, zerlumpt und winkten mit den Waffen. Die Mädchen tanzten auf den Straßen, und die Nachschub-Armisten der Roten Armee wurden noch nie so heiß geliebt wie in diesen Tagen, wo in jedem Heustapel und in jeder Scheune der Sieg über die Deutschen in einem rasenden Taumel gefeiert wurde.“

Die Kämpfe erreichen die weißrussische Hauptstadt Minsk. Die ersten Panzerspitzen der Roten Armee können noch aufgehalten werden, doch der Fall der Stadt ist längst besiegelt. Die Frontlücke beträgt bereits 90 Kilometer und durch sie drängen massierte Panzerverbände der Sowjets.
28. Juni 1944. Generalfeldmarschall Ernst Busch, Oberbefehlshaber der Heeresgruppe Mitte, wird von Hitler persönlich von seinem Kommando abgelöst. An seiner Stelle übernimmt Generalfeldmarschall Walter Model den Mittelabschnitt. Zwischen Smolewitschi und Minsk, an der Rollbahn, kämpft sich das 3. Bataillon Schneider zurück. Strakuweit ist durch den Messerstich in den Rücken in seiner Lunge schwer verletzt. Er droht zu verbluten. Strakuweit wird in einer Schubkarre zum Hauptverbandsplatz geschoben. Es ist ein gefährlicher Marsch, immer den Tieffliegern ausweichend. Kunze kann nicht mehr. Von den vielen zurückflutenden Fahrzeugen will sie niemand mitnehmen. Jeder ist sich selbst der Nächste. Doch sie schaffen es dorthin und Strakuweit ist außer Lebensgefahr. Leskau und Kunze sollen wieder zurück zur Einheit. Die Kompanie besteht nur noch aus 19 Mann. Ein Kradmelder übermittelt die Eilmeldung, dass eine Kompanie Kampfpanzer in Kürze ihre Stellung erreichen wird. Der Bataillonsstab igelt sich ein und bereitet sich zum Sterben vor, können am Ende aber doch noch entkommen.
Mit dem Auftauchen der ersten Panzer vor Minsk, lässt Oberstabsarzt Dr. Seidel das Lazarett von Sczynno räumen. Die Schwerverletzten werden mit Lazarettzügen nach Thorn, Graudenz und Deutsch-Eylau weggebracht. Dr. Seidel ermöglicht auch Elsbeth, dass sie mit einigen Kindern Nasielsk mit dem Zug nach Frankfurt an der Oder und dann in ihre Heimatstadt Dortmund verlassen kann. Er hatte das ihrem Vater versprochen. Mit nur einem Rucksack macht sie sich auf die Reise.
Leskau und Kunze fliehen vor den sowjetischen Panzern. Schneider und Vogel fliehen mit einem Motorrad. Sie werden von den Panzern beschossen. Etwa vierzig Meter hinter den Panzern folgen die Schützen der Roten Armee. Sie bekommen Szenen mit, wie gefangengenommene Landser sich entkleiden müssen und durch Schüsse in den Unterleib qualvoll sterben oder wie sie von Panzerketten absichtlich zermalmt werden.
Leskau und Kunze müssen von der Rollbahn runter in die Sümpfe. Die beiden laufen um ihr Leben. Dann bricht der korpulente Kunze im Morast zusammen. Er kann nicht mehr. Dann zieht er die Uniform eines toten Kirgisen an, um unerkannt weiterzukommen.
Der Rest des 3. Bataillons hatte sich östlich des Hauptverbandsplatzes festgesetzt. Sie haben eine finale Riegelstellung gebildet und mit der Pak sogar drei sowjetische Panzer vernichtet, als Leskau eintrifft. Sie wollen sich am nächsten Morgen ins nahegelegene Minsk durchschlagen, das Hitler zur uneinnehmbaren Festung erklärt hat.
Kunze läuft in russischer Uniform allein durch die Nacht. Leutnant Vogel beobachtet mit dem Nachtglas das Sumpfgelände und erkennt den vermeintlichen Russen. Er befiehlt einem Soldaten mit dem MG einen Feuerstoß auf ihn abzugeben, was dieser auch tut. Noch im Fallen ruft Kunze „Halt!“ und enttarnt sich damit als Deutscher. Vogel wälzt die Schuld des „Kameradenmordes“ auf den MG-Schützen ab, dem er den Schießbefehl gegeben hatte.
Das Oberkommando der Wehrmacht berichtet am 20. Juli 1944 von schweren Kämpfen im Mittelabschnitt bei Brest. Minsk fällt. 25 deutsche Divisionen eingeschlossen oder vernichtet. Die Schlacht in Russland scheint verloren zu sein. Im befreiten Weißrussland bricht nach jahrelanger Besatzung ein wahres Volksfest aus. Generalfeldmarschall Walter Model übernimmt das Oberkommando der Heeresgruppe Mitte und streitet sich mit Hitler wie sieben deutsche Divisionen 127 sowjetische Divisionen aufhalten sollen.
Das 3. Bataillon Schneider (3 Offiziere und 149 Unteroffiziere und Mannschafter) ist eines der letzten, welches die Rollbahn verlässt und nach Minsk ausweicht. Strakuweit ist jetzt transportfähig und kann die Flucht antreten. Die Aussicht, sein Lottchen und sein Kind zu sehen, hält ihn am Leben. Nachdem es ihm besser geht, wird er Cheffahrer eines Generals. Strakuweit lernt die Etappe kennen und wie kostbare Nahrungsmittel mit Waffengewalt gegen umherstreunende Landser und Versprengte verteidigt werden. Durch seine Undiszipliniertheiten und Respektlosigkeiten bekommt Strakuweit schnell Probleme mit den Feldwebeln. Dann fährt er den Horchwagen des Generals und seines Adjutantens, Oberst von Bennewitz.
Stabsarzt Dr. Wensky hat nach der Flucht aus Minsk und durch die "partisanenverseuchten" Gebiete von Baranowitschi ein behelfsmäßiges Lazarett im Haus des Stadtsowjets in Nowy Dor eingerichtet. Sanitäter Walter Heinrich stößt zu ihm. Dr. Wensky wundert sich über Heinrich und warum er nicht wie alle anderen die Flucht ergriffen hat, doch dieser ist ein Idealist und bekennt sich dazu, dass an der Front niemand so sehr benötigt wird wie der Arzt. Obwohl er noch nie operiert hat, muss er sofort unter primitivsten Mitteln und kaum Sterilisation und Desinfektion ohne Handschuhe handeln. Es ist ein Massensterben, denn für die meisten Verwundeten gibt es angesichts der prekären Lage keinerlei Hoffnung auf Rettung. Es herrscht der sogenannte „Heldenklau“, die Zwangsrekrutierung von nicht wehrfähigen, entweder zu jungen oder zu alten Soldaten für das letzte „Aufgebot“.
Sowjetische Panzerspitzen erreichen den Njemen, die ostpreußische Memel. Beim Beladen eines Zuges berichtet ein herzkranker Landser, namens Peter Schmelzer, Heinrich, dass seine „Verlobte“ Elsbeth aus Nasielsk in Richtung Heimat geflohen ist, auf wenn sie dafür vielleicht wegen Wehrkraftzersetzung angeklagt werden kann. Heinrich ist über diese Nachricht überglücklich, wohl wissend, dass ihr Überbringer durch seinen Herzfehler kriegsuntauglich ist und an der Front unweigerlich sterben wird. Jetzt bekommt auch das Lazarett den unmenschlichen Befehl, den Krankenstand nach Männern „auszukämmen“, die nicht doch noch frontverwendungsfähig sind. Wenig später wird Peter Schmelzer mit Lungenschuss eingeliefert und stirbt.
Am 20. Juli 1944 kommt die Nachricht, dass auf Hitler ein Attentat verübt wurde. Die Tatsache, dass Hitler diesen Anschlag jedoch überlebt hat, macht allen Angst vor seiner Rache. Für die Front hat dies keine Auswirkungen. Noch schlimmer ist die Meldung, dass Heinrich Himmler zum Oberbefehlshaber des Heimat- und Ersatzheeres ernannt wurde.
Leutnant Vogel überbringt Major Schneider die „frohe Botschaft“, dass der Führer das Attentat überlebt hat. Schneider ist darüber tief betrübt, da er weiß, dass das sinnlose Sterben jetzt weitergeht, was Vogel überhaupt nicht verstehen kann. Oberleutnant Faber überbringt die Nachricht, dass Himmler jetzt eine neue Befehlsgebung und die Macht im Inneren Deutschlands hat. Schneider und Faber fahren zur Division, während Vogel das Kommando über das Bataillon übernimmt. Vogel sieht dies als Hochverrat an und informiert die GeStaPo in Brest.
Auch auf dem Landgut am Njemen hat der Divisionsstab, Oberst von Bennewitz und Hauptmann Hellberg, vom Anschlag auf Hitler und der daraus folgenden Welle aus Erschießungen, Entlassungen und Verhaftungen gehört. Der General befürchtet, dass sie auch zu ihm kommen und ihn abholen werden. Er fühlt sich moralisch dazu berufen, die Heeresgruppe Mitte zur Grenze zurückzunehmen und mit dem Russen zu verhandeln. Doch er kann es nicht. In spätestens zehn Stunden würde die Rote Armee hier eintreffen. Der Stab und die gesamte Division fühlt sich ihrem Kommandeur zutiefst verbunden und ist entschlossen, mit ihm unterzugehen.
Strakuweit tauscht Blutwurst ein und soll den General, der dem ostpreußischen Landarbeiter sehr sympathisch ist, zur 3. Panzerdivision fahren. Während der Fahrt ändert der General seine Meinung und befiehlt Strakuweit, die 6. Kompanie an der HKL (Hauptkampflinie) anzusteuern. Strakuweit versucht ihn auf die Gefahren für Leib und Leben hinzuweisen, doch der General lehnt ab. Strakuweit erinnert sich daran, dass von Bennewitz ihn vor unlanger Zeit angewiesen hat, ihn über Funk sofort zu benachrichtigen, wenn der General irgendwelche ungewöhnlichen Dinge tut. Die zurückflutende Wehrmacht ist schwer erstaunt, einen hohen Stabsoffizier hier so nah an der Front zu sehen. Oberst von Bennewitz erfährt davon und fährt mit einem Motorrad sofort hinterher. Der General und Strakuweit kommen am Tross der 6. Kompanie an. Die Disziplin hat mittlerweile stark gelitten. Ein Landser sitzt in der Kompanielatrine beim Stuhlgang und grüßt nicht einmal vorschriftsmäßig, als der Divisionskommandeur dicht an ihm vorbeifährt. Der General lässt sich beim Kompaniechef, Leutnant Vorberg, melden. Ihm wird die aktuelle Lage vorgetragen, dass sie hier auf einem Kusselgelände gegen die Elitetruppen Rokossowskis kämpfen. Der General bewegt sich, trotz großer Gefahr durch sowjetische Scharfschützen, in niedrigster Gangart sogar bis in die vorgeschobenen Stellungen, um von dort aus eine bessere Sicht auf das Gefechtsfeld zu haben. Der General, der seine Grundausbildung in der Märkischen Heide gemacht hat, hat die infanteristischen Fertigkeiten immer noch nicht verlernt. Sowohl die Wehrmacht als auch die Rote Armee ist in Stellung gegangen und beide belauern sich gegenseitig. Oberst von Bennewitz trifft ein und sucht den General. Auch er muss in den Erdbunker des Generals gleiten, da er von einem MG beschossen wird. Der General verabschiedet sich von Strakuweit und Leutnant Vorberg. Dann steht der General auf, bewegt sich auf die sowjetischen Linien zu und tötet sich selbst mit Handgranaten. Strakuweit robbt ihm hinterher, kommt aber zu spät. Die Wucht der Explosion ist so groß, dass dem General der Kopf abgerissen wird. Er trägt einen lächelnden Gesichtsausdruck. Für ein paar Minuten hält die Front den Atem an. Auch das Verhaftungskommando, welches den General inhaftieren sollte, kommt zu spät.
Der Endkampf hat begonnen. Nationalsozialistische Führungsoffiziere (NSFO) sollen jetzt die zusammenbrechende Front einpeitschen, den Endsieg vorantreiben und den Defätismus mit aller Härte bekämpfen. Leutnant Vogel erhält in Warschau ebenfalls eine Schulung zum NSFO und kehrt zum Bataillon Schneider zurück. Zurück bei der Truppe führt er unverzüglich weltanschauliche Schulungen durch. Major Schneider lernt Vogel jetzt zu fürchten, da dieser jetzt mit ganz neuen Machtbefugnissen ausgestattet ist. Es werden Partisanen eines Sabotagetrupps abgeführt, darunter Frauen, die überrascht wurden, als sie Drahtleitungen des Bataillons durchschneiden wollten. Vogel misshandelt die Partisanen. Von der Mutter und der jüngeren Tochter fühlt er sich sexuell erregt. Er lässt die kleine Gruppe in ein Wäldchen abführen. Vogel ist fest entschlossen, alle sieben mit seiner Dienstpistole zu erschießen.
Dann wird das deutsche Exekutionskommando von Partisanen überfallen. Nur Leutnant Vogel bleibt vorerst am Leben. Dieser reißt die Tochter zu Boden und benutzt sie als Kugelfang. Das Mädchen wird erschossen und Vogel grausam zu Tode gefoltert. Später findet man ihn, in der Nähe des Flusses Pjeljew, mit einem Drahtseil an zwei Bäumen gefesselt und über Stunden auf bestialische Art und Weise, Stück für Stück, gestorben. Selbst Major Schneider hatte ihm ein solches Schicksal nicht gegönnt.
Die Reste der Heeresgruppe Mitte, die in Heeresgruppe Weichsel umgegliedert wurden, kämpfen längst in Polen. Die Partisanen sind überall, treiben die flüchtenden Landser in losen Verbänden vor sich her („Kesseltreiben“) und fügen ihnen überall schwere Verluste zu. Bialystok, Brest-Litowsk fallen und der Feind steht kurz vor Warschau. Der Führer will die dramatischen Tatsachen nicht wahr haben und vergräbt sich in der Wolfsschanze. Stabsarzt Dr. Wensky befindet sich auf der Flucht. Es sind chaotische Zustände. Sie haben weder Verbandsmaterial noch Medikamente mehr. Dann kommen sie in Sczynno an und bei Heinrich ist die Erinnerung an Elsbeth sofort wieder da. Die Verhältnisse in Polen sind ein absolutes Durcheinander. Versprengte, Deserteure mit gefälschten Marschpapieren und zurückflutenden Soldaten. Bei den Fernaufklärern und Nachtjägern entdeckt Heinrich dann endlich Sanitätsmaterial, die ein Luftwaffen-Feldapotheker aber aufgrund seiner Vorschriften nicht rausrücken will. Nach Erlaubnis des Fliegerhorst-Kommandeurs bekommt Heinrich endlich das, was er braucht, eine komplette LKW-Landung voll, inklusive Damenbinden von den Nachrichtenhelferinnen. Die Zellstoffpakete können Blut von Fleischwunden aufsaugen außerdem kann man ihnen tamponieren.
Nasielsk ist nahezu verlassen. Auf dem Marktplatz trifft er seine Elsbeth wieder. Sie erzählt, dass sie in Deutschland war, sie die Sehnsucht nach ihm wieder zurück nach Polen getrieben hat. Außerdem hat sie einen offiziellen Befehl zum Dienstantritt in Nasielsk bekommen. Doch hier, wo alles bereits evakuiert war, wurde sie allein zurückgelassen. Sie muss hier bleiben, bis die Rote Armee da ist. Ihr drohen Vergewaltigung und Erschießung. Heinrich hat sofort fürchterliche Bilder von Folterungen und Schändungen der Russen im Kopf. Das, was sie mit Besiegten und Kollaborateuren anstellen. Man rechnet damit, dass die sowjetischen Panzerspitzen in zwei Tagen hier sein werden. Heinrich will mit ihr unter Waffengewalt desertieren, hat jedoch große Angst vor den Repressalien der Feldgendarmerie. Standrechtliche Erschießungen dürfen mittlerweile von jedem Truppführer durchgeführt werden. Sie befinden sich in einem verzweifelten Gewissenskonflikt. Elsbeth will sich in ihr trauriges Schicksal fügen und verlangt, dass Heinrich an die Front zurückkehrt, um mit der requirierten Medizin das Leben verwundeter Soldaten zu retten. Dies sei sogar wichtiger als ihre Liebe. Dann trennen sie sich. Pawlek Staniswortsky, Friseur und Leiter der Nasielkier Untergrundbewegung, will Elsbeth Holzer helfen, wenn der Russe kommt und es hart auf hart kommt. Währenddessen treffen frische Truppe sehr junger Soldaten ein, die „Erika (Auf der Heide blüht ein kleines Blümelein)“ singen und direkt an die Front verlegen, um dort beinahe sicher zu fallen.
Mit dem Tod des Generals zerfällt auch der Stab. Oberst von Bennewitz wird Kommandeur der in Posen neu aufgestellten 234. Infanteriedivision. Sie soll genau in der Lücke zwischen Heeresgruppe Mitte und Heeresgruppe Nord operieren. von Bennewitz fällt aufrecht nach einem Volltreffer auf seinen Befehlspanzerwagen. Theo Strakuweit erhält eine neue Verwendung und darf auf eigenen Wunsch wieder zurück zur kämpfenden Truppe. Major Schneider erhält nach dem Fall Orschas und dem kühnen Durchbruch zum Dnjepr das Ritterkreuz. Danach holt ihn ein Sonderkommando des SD aus Warschau ab und erschießt ihn in einem Wald bei Sokołów. Der frisch beförderte Hauptmann Faber führt jetzt das 2. Bataillon und Unteroffizier Leskau wird aus Mangel an Offizieren Kompaniechef der 6. Kompanie. Die meisten Offiziere sind entweder gefallen oder werden hingerichtet. Strakuweit kehrt zur Front zurück, als gerade eine kurze Ruhephase herrscht und sich beide Kontrahenten in Stellungen einrichten. Die Rote Armee muss ihren Nachschub neu organisieren, Straßen von Fahrzeugwracks säubern und Bahnstrecken neu verlegen. Die schnellen Panzerverbände sind schneller als der Nachschub an Kraftstoff. Diese gewaltige Arbeit wird von einem Heer aus Zwangsarbeitern bewerkstelligt. Die deutsche Luftwaffe ist nicht in der Lage, sie daran zu hindern. Das Kräfteverhältnis hat sich verschoben: Infanterie 11:1, Panzertruppe 7:1 und Artilleriegeschütze 20:1.
Hitler wird die katastrophale Lage und die bedrohlichen Geländegewinne der 3. und 2. weißrussischen Front vorgetragen. Sie stoßen auf Berlin vor und von Westen kommen die Amerikaner und Engländer. 263 Divisionen und über zwei Millionen Soldaten der Roten Armee gegen eine verschwindend kleine Zahl von Wehrmachtsdivisionen. Hitlers Befehl lautet: „Die Einbruchslücken sind im Angriff zu schließen!“
Das ist das Todesurteil für die Schlacht im Osten. Nur für eine kurze Zeit glaubt man noch an eine Wende.
Strakuweit, der sich als „preußischer Obergefreiter nach fünf Kriegsjahren“ einen russischen Burschen zugelegt hat, wird von seinem „Haufen“ freudig begrüßt. Eines Tages ist Strakuweits Bursche weg. Vermutlich wird er wieder Tellerminen auf Wegen verlegen. Später wird er im Abschnitt der 5. Kompanie von einem Spähtrupp erschossen, weil er Lichtzeichen über die HKL sendete.
In Pruschany, südlich der Jossioldasümpfe, wird ein neuer Hauptverbandsplatz eingerichtet. Stabsarzt Dr. Wensky, Unterarzt Dr. Bohr und Sanitätsunteroffizier Walter Heinrich sind ebenfalls weit vorne eingesetzt, um versorgte Verwundete für die Verteidigung der polnischen Linie einzugliedern. Heimattransporte gibt es kaum noch. Nach Himmlers Willen soll nach „Gotentreue“ (Anspielung auf die Schlacht am Mons Lactarius des ostgotischen Königs Teja) vorne gestorben werden und nicht hinten.
Heinrich, der sich um das Schicksal seiner Elsbeth große Sorge macht, leidet sehr stark. Es kommen beunruhigende Meldungen, dass Deutschland im Bombenkrieg verwüstet wurde und es nur noch Massengräber gibt. Die Soldaten sehen das sehr kritisch und wundern sich, dass es drüben in der Heimat noch längst keinen Volksaufstand gegeben hat. Doch Aufbegehren kann das Leben kosten. In der Natur lässt sich beobachten, dass die Wölfe aus den polnischen Wäldern Richtung Osten in die sibirische Taiga verschwunden sind. Damals ein sicheres Zeichen für das Anrücken der Wehrmacht. Jetzt ist es umgekehrt.
Auch das medizinische Personal muss bei Pruschany in einem verlassenen Dorf kämpfen. In den umliegenden Wäldern sind Partisanen. Die Bauern, die mit den Deutschen kollarboriert hatten, müssen nun die blutige Rache der Sowjets fürchten. Dr. Wensky zur Bäuerin Wanda Tscherasowa, die jahrelang mit den deutschen Besatzern zusammengearbeitet hat, gerufen. Er soll ihr nach einem Selbstmordversuch (Pulsaderschnitt) helfen. Mitten in der Nacht muss Dr. Wensky durch gefährliches Partisanengebiet. Alle raten ihm davor ab, doch er kennt kein Freund und Feind, sondern fühlt sich allein der Humanität verpflichtet. Die Frau muss ins Lazarett. Da beginnt das Artilleriesperrfeuer der Roten Armee mit 30-cm-Geschützen. Der Gegner setzt seine Offensive fort. Die Bauern kommen dabei um und Dr. Wensky verblutet. Noch während des Sterbens diagnostiziert er als Arzt seine schwindenden Körperfunktionen. Die 6. Kompanie besteht nur noch aus sieben Mann und zwei MG 42. Sie fliehen vor der gigantischen Feuerwalze der Artillerie. Hauptmann Faber ist tödlich verwundet. Strakuweit will ihn als letzten Gnadenakt mit der Pistole erschießen, dann verblutet er. Die anderen halten ihn davon ab. Jenseits des Waldes nähern sich 35 sowjetische Kampfpanzer. Strakuweit und Leskau verstecken sich in einem Granattrichter. Jetzt erscheint feindliche Infanterie auf dem Gefechtsfeld. Dann laufen die beiden nach hinten. Leskau erhält einen Treffer und muss von Strakuweit getragen werden.
Pawlek Staniswortsky kämpft mit seinen Gefühlen. Einerseits hasst er die deutschen Besatzer und will blutige Rache an ihnen. Andererseits will er Elsbeth, die ihm gegenüber immer anständig war und die die Pianistin Lubja Wawara vor dem sicheren Tod bewahrte, retten, indem er ihr mit einem Pferd die Flucht vor den Russen ermöglicht.
Am 14. Januar 1945 steht die Rote Armee an der Weichsel. Ostpreußen und Schlesien werden als Nächstes fallen. Die Winteroffensive wird abermals mit massivem Artilleriesperrfeuer eingeleitet. Bevor Elsbeth mit dem Pferd davon reitet, warnt sie Pawlek von den Russen als falsche Freunde. Ihr Ritt nach Westen dauert sieben Stunden, bis sie von einer deutschen Einheit aufgefangen wird. Mittlerweile überschreiten die sowjetischen Divisionen die Oder und erobern im Süden Breslau. Auch Heinrich und Strakuweit befinden sich in der Rückwärtsbewegung. Auf deutschem Boden macht der Kampf für sie wieder Sinn. Strakuweit erfährt, dass sein Lottchen in Oldenburg in Sicherheit ist.

## Hauptfiguren
- Major Willi Schneider: Bataillonskommandeur des 2. Btl./26. Infanteriedivision „Dom-Division von Köln“. Der „schneidige Willi“, äußerlich jedoch eher ein blutleerer Beamter als Kämpfer. Dafür hat Schneider einen sehr starken Willen, der ihm das Ritterkreuz, eine fünfmalige Verwundung und dem Bataillon in wenigen Jahren an der Ostfront 384 Gefallene gekostet hatte.
- Leutnant Emil Vogel: Der „stramme Emil“ ist Adjutant im Bataillonsstab. Als Träger des Goldenen Parteiabzeichens, HJ-Oberbannführer und Mitglied der Nationalsozialistischen Volksbildung treuer Nationalsozialist und glühender Hitlerverehrer. Wann immer er „dienstlich“ wird, setzt er ein möglichst männlich „markantes Gesicht“ auf.
- Stabsarzt Dr. Wensky: Bataillonsarzt. Er hat von Haus aus eine humanistische Einstellung und ist mitfühlend. Er wird zum Pazifisten, denn der Krieg hat ihn schwer mitgenommen und seine Ideale verraten lassen. Er erlebt den Krieg von seiner schlimmsten Seite und wie der „Henker Überstunden macht“. Zusammen mit dem Sanitäter Heinrich diskutiert er zeitgenössische Probleme und die barbarische Sinnlosigkeit des Krieges.
- Oberleutnant Faber: Kompaniechef der 5. Kompanie. Faber ist jovial und gut zu seinen Soldaten. Er hat ein kameradschaftliches Verhältnis zu seinen Untergebenen. Mit Leskau und Strakuweit versteht er sich am Anfang sehr gut. Dies ändert sich in der Extremsituation, als sie in einer kleinen Gruppe auf sich gestellt sind.
- Hauptfeldwebel Kunze: Kunze ist der ungebildete und unfähige Kompanietruppführer der 5. Kompanie. Der Berliner ist korpulent, dumm und gefräßig. Er verhält sich außerdem wie ein Schwein. Während er sich selbst gehen lässt, führt er in seiner Kompanie ein strenges Regiment. Er ist der selbsternannte „Herrscher über Dubrassna“, gebietet über Moral und Disziplin der Truppe und über ihre Lebensmittelvorräte. Die russischen Frauen müssen ihm zu Willen sein.
- Müller I, II, III: Angehörige der 5. Kompanie mit Nachnamen Müller. Müller III ist für die Feldküche zuständig.
- Obergefreiter Theo Strakuweit: Ein kräftiger ostpreußischer Bauer/Landarbeiter und derbe Frohnatur aus Pillkallen. Der naturverbundene Strakuweit und seine gebärfreudige Verlobte Lottchen, nehmen das Leben so, wie es kommt. Für seine Truppe ist er ein „Offiziersschreck“, ein „Taifun“ und ein „Naturereignis“. Er ist äußerst robust und unverwüstlich. Strakuweit ist darüber hinaus ein erfahrener Soldat und furchtloser Draufgänger, der für Himmelfahrtsunternehmen geradezu prädestiniert ist. Er als Träger von EK I und II, Nahkampfspange und Medaille Winterschlacht im Osten 1941/42 („Gefrierfleischorden“) ist der Mythos des 3. Bataillons.
- Unteroffizier Fritz Leskau: Der intelligente junge Mann ist ebenfalls EK-Träger. Er wollte nie Unteroffizier werden, sondern lieber Philosophie studieren. Doch dafür lebt er in der falschen Zeit.

- Sanitäts-Unteroffizier Walter Heinrich: Sanitäter, der erst sechs Semester Medizin hinter sich hat, in Polen stationiert ist und sich in eine Deutschlehrerin verliebt. An der Front, als Not-Chirurg, lernt er ganz schnell, dass der Mensch im Krieg nur einen Haufen Dreck wert ist. Er lernt, dass sich unter dem Euphemismus „Heldentod“ nur elendiges Verrecken verbirgt.
- Inge Hellwag: Leskaus Verlobte aus Königsberg. Ihr Vater gehört der Opposition an und sie lernt daher den Repressionsapparat der Nationalsozialisten mit seiner ganzen Härte kennen.

- Elsbeth Holzer: Deutschlehrerin, die volksdeutsche Kinder in Polen unterrichtet. Sie ist die Geliebte von Heinrich.
- Tamara Turjetza: Die 20-jährige Tochter des erschossenen Dorfnaschalnik von Dubrassna. Sie wird Kunzes Dolmetscherin und Geliebte. Er hält die äußerst attraktive Frau wie seine Sexsklavin und verbietet ihr z. B., einen Schlüpfer zu tragen, damit er ständig erregt wird.

## Sprachstil
„Über Dubrassna brütete der Sommerhimmel. Dubrassna steht auf keiner noch so guten Karte … es ist ein Dorf am Dnjepr, östlich von Orscha, und selbst die Messtischblätter der Generalstäbe verzeichnen es als ein trostloses, über die Ebene verstreutes Nest von neun Hütten, zwei Ziehbrunnen, einer Banja, einem Kolchosestall und einer Traktorstation für die noch trostloseren Dörfer im Umkreis von 50 Kilometern.“

„Was ist Dubrassna? Ein winziger Punkt auf einer großen Karte. Die Rollbahn – 12 Meter Breite in die Unendlichkeit des russischen Raumes. Ein Band in die Ewigkeit, eine riesige Schneise durch Felder und Sümpfe, Urwälder und Steppen, Städte und Kolchosen. Ein Wort nur, ein klingendes, fast wie ein Marschlied anmutendes Wort – Rollbahn … Rollbahn. Man hört den Rhythmus der Motoren und den Gleichschritt der Millionen, die über sie hinwegziehen.“

Konsalik beschreibt mit großer Wortgewalt und Sprachvielfalt die typischen Charaktere einer deutschen Wehrmachtseinheit. Weniger gelungen ist die Darstellung des Gegners. Die Figuren der Tamara oder der Partisanen fallen sehr klischeehaft aus.

## Rezensionen
Die Rollbahn ist ein relativ frühes Werk Konsaliks, in dem er seine noch relativ frischen Fronterfahrungen verarbeitet. Er beschreibt auf höchst lebendige und teilweise derb humorvolle Art und Weise den Alltag des Landserlebens, meist aus der Perspektive des einfachen Obergefreiten Theo Strakuweit. Auch thematisiert der Roman in starker Weise den Heldentod, der von den Nationalsozialisten auf perverse und menschenverachtende Weise missbraucht wurde.

„Es stirbt sich leichter mit besoffenem Kopf, und man merkt es nicht so sehr, wenn das Händchen weggeschossen wird, der halbe Hintern fehlt oder Mamas Sohn mit offenem Gehirn schreiend über die Steppe kriecht und sich Erde in den Mund stopft, weil er seine eigenen Schreie nicht mehr hören kann.“

Konsalik beschreibt diesen als „ästhetisch-heroische Verbrämung von Blut, Fleischfetzen, Eiter, zerrissenen Mägen, halbierten Köpfen, weggesägten Beinen und hervorquellenden Hirnen“ Es ist das „Schicksalslied der Landser“ im Raum zwischen Orscha und Witebsk.
Mit gutem Gespür schildert der Autor den Schauplatz in Weißrussland und die damaligen Verhältnisse kurz vor der sowjetischen Operation Bagration. Ganz im Gegensatz zur Anfangsphase des Deutsch-Sowjetischen Krieges ist bei der Truppe sämtliche Begeisterung verloren. Es geht um die elementaren Dinge des täglichen Lebens wie der Nahrungsbeschaffung und einen einigermaßen erträglichen Dienst zu haben. Konsalik ist mit seinem Buch auf der Seite der einfachen Soldaten und ihrer Sorgen und Nöte, ganz im Gegensatz zum Karrierismus von Offizieren oder führertreuen Fanatikern. Er ist dabei sehr zeitkritisch und prangert unter anderem die schlechte Versorgungslage der Wehrmacht an. Während an der Front vielerorts Not herrscht, verschimmeln anderswo in den Depots große Mengen an Lebensmitteln (Apfelsinen als Vitamin-C-Quelle für den Frontkämpfer).
Die Wahl seiner Figuren ist sehr abwechslungsreich. Hierbei bietet das Frontleben ein Querschnitt der Gesellschaft. Während Hitlerfanatiker wie Leutnant Vogel an „die Härte des deutschen Frontkämpfers“ glauben, zeigen sich andere beim täglichen Überlebenskampf von der menschlichen Seite.
Konsalik vertritt ein althergebrachtes Frauenbild („Frauen sollten ihre Biologie aufs Kinderkriegen beschränken“) und polarisiert stark zwischen guter und ehrenhafter deutscher Frau (Inge und Elsbeth) und der tierhaften und geringerwertigen russischen Frau (Tamara).
Der Roman ist sogar sehr stark frauenfeindlich, was die Charakterzüge von Tamara angeht. Sie wird allein auf ihren Körper reduziert (Tamara mit ihren prallen Schenkeln und den spitzen Brüsten, die so groß waren, dass er zwei Hände brauchte, um sie zu umfassen. und „Was?“, „Ein Weib!“, „Wohl verrückt?“, „Aber nein. Wo ich hinpacke, ist Brust.“), ihr Deutsch wird auf eine herabwürdigende Weise verfälscht bzw. diskriminiert („Ich liebbbe starkkke Mann“, sagte Tamara und strich mit beiden Händen über ihre Brüste.) und es ist die Rede von ihrem primitiven Verstand. Sie wird von den deutschen Besatzern nur ausgenutzt, wie ein Tier gehalten und als Gegenstand behandelt.

„»Wer ist Tamara?« Schneider sah zu Strakuweit empor, der hinter dem großen Steuerrad hockte. »Die Spezialmatratze von Hauptfeldwebel Kunze, Marke Brustweich.«“

Am Ende wird sie sowohl von den Deutschen als auch von ihren Landsleuten fallen gelassen und stirbt eines grausamen Todes. Außer den beiden Heldinnen Inge und Elsbeth werden Frauen an der Front im Allgemeinen auch als „Karbolmäuschen, Karbolnüttchen“ und Nachrichtensoldatinnen als „Offizierswärmer“ herabgewürdigt.
Konsalik vermittelt das Bild, dass während an der Front gelitten, gekämpft und gestorben wird, die Etappe in Saus und Braus lebt. Säuft, hurt und frisst. Major Willi Schneider kommt beim Leser als zerrissene Persönlichkeit an. Einerseits ist er ein Kriegsheld aber andererseits vollkommen „entseelt“ und „entmenscht“. Die Aussage eines russischen Kriegsgefangenen ist wichtiger als der eigene Hochzeitstag.

## Historischer Kontext
Konsaliks Kriegsroman befasst sich mit der Rollbahn und ihrer besonderen Bedeutung für die Wehrmacht. Der Autobahn, als eine der wenigen befestigten Straßen, als Hauptlebensader der Achse Moskau – Smolensk – Minsk – Brest. Er nimmt in Rückblenden kurz Bezug auf die Autobahnschlachten des Jahres 1943.
Die Geschichte setzt im Frühjahr 1944 in Weißrussland kurz vor der sowjetischen Operation Bagration und dem Zusammenbruch der Heeresgruppe Mitte ein. Sie spielt in der Nähe von Orscha, einer Stadt, die aufgrund ihrer besonderen strategischen Lage als „Tor von Smolensk“, als Landbrücke zwischen Dnjepr und Düna, bezeichnet wird. Am 23. Juni 1944 fand ein Großangriff der 3. Weißrussischen Armee auf Orscha und die Hauptversorgungsstraße, beziehungsweise „Aorta“, der Heeresgruppe Mitte statt, der zu einer militärischen Katastrophe führte. Der Roman begleitet die Figuren eines Infanteriebataillons der deutschen Wehrmacht, angefangen mit ihren Kämpfen an der weißrussischen Rollbahn, über den „Rückkampf“ (Versprengte der Heeresgruppe Mitte auf ihrem Weg vor Einkesselung und Vernichtung nach Westen) durch Weißrussland über Polen nach Deutschland. Das Buch bedient sich der Sinnlosigkeit des Krieges, in dem es mit einer Szene hirnverletzter Soldaten, die im zusammenbrechenden Deutschland singend durch den Schnee marschieren und ihren General grüßen, endet.

## Textausgaben
- Heinz Konsalik: Die Rollbahn. Aktueller Buchverlag, Bad Wörishofen 1959, ISBN 978-3-453-00049-0. (Originalausgabe)
- Heinz Konsalik: Die Rollbahn. Neuer Kaiser Verlag, Klagenfurt 2007, S. 5, ISBN 978-3-453-00049-0. (Neuauflage)